# Father John Misty
Джош Тиллман (Josh Tillman; родился 3 мая 1981 года) — американский инди-фолк-музыкант, более известный под сценическим псевдонимом Father John Misty (ранее J. Tillman). Он известен своей сатирической лирикой и эксцентричным стилем исполнения. Лауреат и номинант нескольких музыкальных премий, включая Грэмми.
Тиллман начал свою карьеру в Сиэтле в начале 2000-х. Одна из его демо-записей попала к Дэмиену Хурадо, и в 2003 году он выступал перед ним в его туре. Тиллман начал выступать и выпускать студийные альбомы под именем J. Tillman. Альбомы отличались фолк-звучанием и интимной лирикой. В 2008 году Тиллман присоединился к группе Fleet Foxes, став её барабанщиком во время тура в поддержку их первой пластинки, а также принял участие в записи их второго альбома Helplessness Blues (2011). Тиллман покинул группу вскоре после завершения записи и начал новый сольный проект, теперь уже под именем Father John Misty, выпустив свою первую пластинку Fear Fun в 2012 году. Альбом радикально отличался от его предыдущих работ, демонстрируя более выраженное звучание инди-рока и сатирическую лирику. Его второй альбом, I Love You, Honeybear (2015), получил широкое признание и был назван концептуальным альбомом, основанным на отношениях Тиллмана с его женой Эммой. За Honeybear последовал ещё один концептуальный альбом, Pure Comedy (2017), в котором романтическое содержание первого было заменено нигилистическим взглядом на общество, потребительство и политику. Следующие две его пластинки, God’s Favorite Customer (2018) и Chloë and the Next 20th Century (2022), посвящены софт-року и традиционной поп-музыке соответственно.
За свою карьеру он был постоянным или гастролирующим участником Demon Hunter, Saxon Shore, Jeffertitti’s Nile, Pearly Gate Music, Siberian, Har Mar Superstar, Poor Moon, Low Hums и Jonathan Wilson, а также много гастролировал с Джесси Сайкс и Дэвидом Базаном. Как продюсер и автор песен Тиллман также участвовал в создании альбомов таких мейнстримовых исполнителей, как Бейонсе, Леди Гага, Кид Кади, Лана Дель Рей и Post Malone.

## Биография
Джошуа Майкл Тиллман (Joshua Michael Tillman) родился в Роквилле, штат Мэриленд, 3 мая 1981 года в семье евангельских христиан Барбары и Ирвина К. Тиллмана, инженера компании Hewlett-Packard, которые познакомились в христианской молодёжной группе. Его мать выросла в Эфиопии, где её родители были миссионерами. Старший из четырёх детей, он имеет брата и двух сестёр. До того, как он выбрал карьеру музыканта, у него были амбиции стать пастором из-за аспекта выступления, когда ему было около шести лет. Он отметил, что его родители сильно подчёркивали христианство в его воспитании, до такой степени, что он описал это как «культурное угнетение». Он был отчуждён от своих родителей в течение многих лет, но с тех пор они помирились.
В раннем возрасте Тиллман освоил ударные инструменты, а в 12 лет — гитару. В детстве он посещал баптистскую церковь и епископальную начальную школу, а затем пятидесятническую мессианскую дневную школу. По его словам, в детстве он был наивен, потому что в доме было ограничено влияние светской культуры и не разрешалось слушать светскую музыку. Примерно в 17 лет его родители изменили свои культурные правила: ему разрешили слушать светскую музыку, которая имела «духовную тематику». По этой причине среди его ранних покупок были такие альбомы, как Slow Train Coming Боба Дилана, так как он смог убедить родителей, что Дилан классифицируется как «христианский артист».

## Карьера

### Ранняя карьера и группа Fleet Foxes (2004—2012)
Проучившись в колледже Nyack в Нью-Йорке с 1999 по 2002 год, Тиллман переехал в Сиэтл, когда ему был 21 год. Там он нашёл работу в пекарне, что позволило ему записываться по ночам перед началом смены в 4:30 утра. Записанное им демо в итоге попало к сиэтлскому певцу и автору песен Дэмиену Хурадо. Через год Тиллман стал выступать перед Хурадо. На концертах Тиллман раздавал CD-R копии песен, которые позже вошли в его альбом I Will Return. Во время турне он также завязал дружбу с Эриком Фишером, который выпустил ещё один CD-R альбом Long May You Run. Тиллман и Хурадо позже подписались на тур по США с Ричардом Бакнером.
С 2001 по 2004 год Тиллман играл на барабанах в инструментальной пост-рок-группе Saxon Shore, много гастролировал и участвовал в записи двух первых альбомов. В 2006 году независимый лейбл Fargo Records выпустил первый правильно распространяемый сольный альбом Тиллмана, Minor Works, и в том же году переиздал I Will Return и Long May You Run в виде двухдискового комплекта. В 2007 году лейбл Yer Bird Records выпустил его более тщательно аранжированный четвёртый альбом Cancer and Delirium.
Подписав контракт с независимым лейблом Western Vinyl, Тиллман выпустил два альбома в 2009 году, Vacilando Territory Blues и Year in the Kingdom. Тиллман сказал, что написал заглавный трек Vacilando Territory Blues, чтобы описать образы, которые ассоциируются у него с переездом в Сиэтл. Его брат Зак тоже переехал туда и сейчас входит в музыкальную группу Pearly Gate Music. В следующем году Тиллман выпустил альбом Singing Ax.
В 2008 году Тиллман присоединился к сиэтлской фолк-рок-группе Fleet Foxes в качестве барабанщика. После продолжительных гастролей с Fleet Foxes, продвигая их альбом Helplessness Blues, Тиллман отыграл свой последний концерт с группой в Токио 20 января 2012 года.

### Chloë and the Next 20th Century (2021—2023)

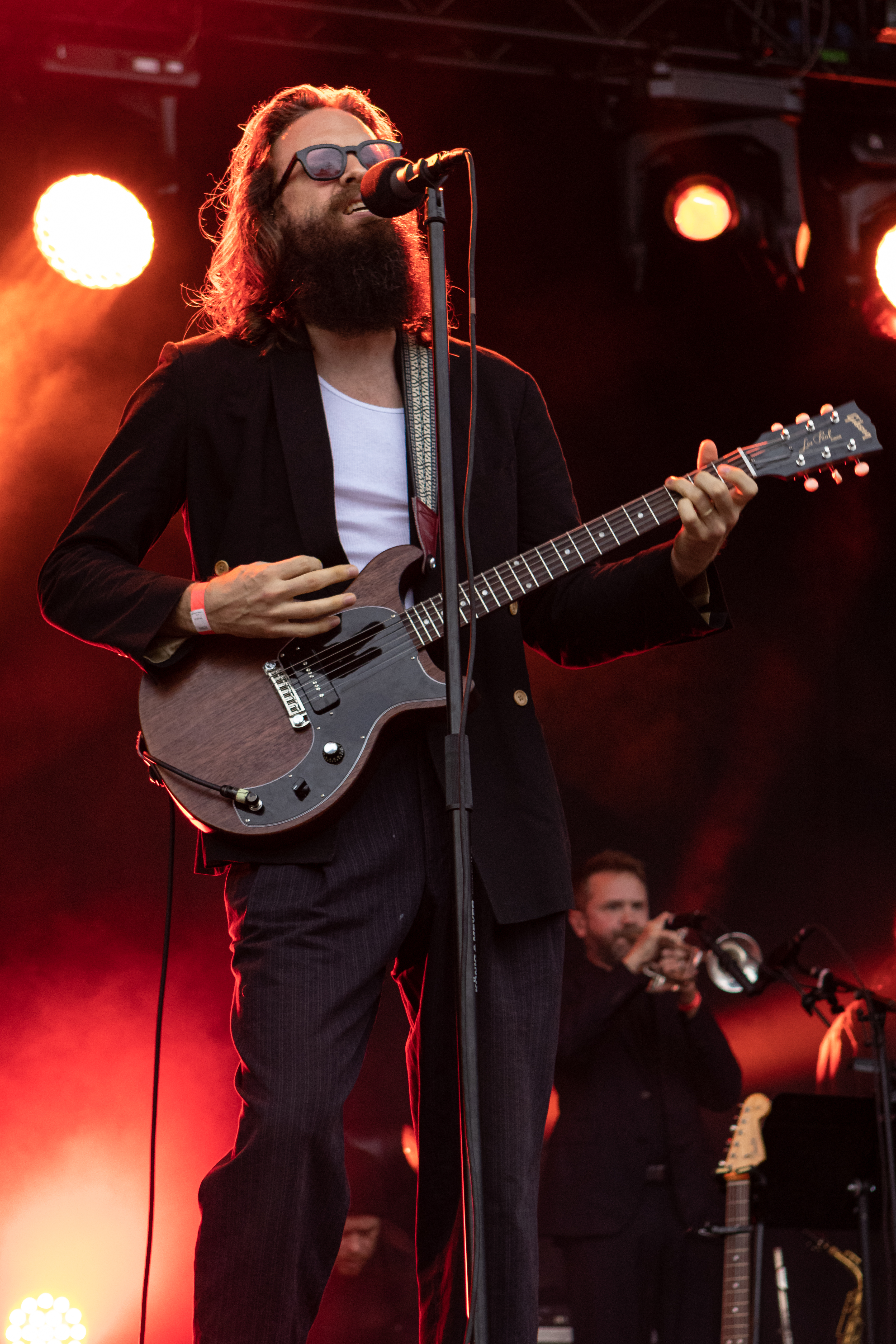
Father John Misty, давний друг Ланы Дель Рей, записал бэк-вокал для «Let the Light In»

В декабре 2021 года лейбл Bella Union разослал поклонникам пластинку с текстом. Было объявлено, что пятый студийный альбом Father John Misty, Chloë and the Next 20th Century, будет выпущен 8 апреля 2022 года лейблом Sub Pop и Bella Union. В него вошли одиннадцать треков, спродюсированных Тиллманом и Джонатаном Уилсоном. Альбом и его трек-лист были официально представлены 5 января 2022 года, и в тот же день был выпущен лид-сингл «Funny Girl». Второй сингл с альбома, «Q4», был выпущен 9 февраля 2022 года. Третий, «Goodbye Mr Blue», вышел 9 марта 2022 года. 4 апреля 2022 года был выпущен «The Next 20th Century» в качестве четвертого и последнего сингла, предваряющего выход альбома. Мини-альбом Father John Misty Live at Electric Lady был выпущен на Sub Pop 15 сентября 2022 года. Он включает кавер-версию песни Стиви Уандера «I Believe (When I Fall in Love It Will Bever)».
Тиллман участвует в треке «Let the Light In» из альбома Ланы Дель Рей Did You Know That There’s a Tunnel Under Ocean Blvd.

### Greatish HitsиMahashmashana(2024 — настоящее время)
В июле 2024 года Тиллман выпустил сингл «I Guess Time Just Makes Fools of Us All», другую версию которого он впервые исполнил в 2019 году.
Изначально сингл продвигался как единственный новый трек из сборника величайших хитов под названием Greatish Hits: I Followed My Dreams and My Dreams Said to Crawl и выпущенного 16 августа 2024 года, позже сингл был объявлен первым предложением со студийного альбома Mahashmashana. Альбом, сопродюсерами которого выступили Тиллман и Дрю Эриксон, а исполнительным продюсером — давний соавтор Джонатан Уилсон, был выпущен 22 ноября и стал шестым студийным альбомом Тиллмана под псевдонимом Father John Misty. 17 сентября Тиллман выпустил второй сингл альбома, «Screamland», в котором на гитаре сыграл Алан Спархок из Low.
Следующий сингл «She Cleans Up» был выпущен 15 октября 2024 года. Также были объявлены даты тура в поддержку Mahashmashana.

## Музыкальный стиль
Музыкальный стиль Тиллмана описывают как инди-рок, инди-фолк, фолк-рок, чеймбер-поп, софт-рок, психоделический рок, фолк и кантри.

## Дискография
Дискография Father John Misty включает, в том числе, следующие релизы:
как J. Tillman
- Untitled No. 1 (2003)
- I Will Return (2004)
- Long May You Run, J. Tillman (2006)
- Minor Works (2006)
- Cancer and Delirium (2007)
- Vacilando Territory Blues (2009)
- Year in the Kingdom (2009)
- Singing Ax (2010)

как Father John Misty
- Fear Fun (2012)
- I Love You, Honeybear (2015)
- Pure Comedy (2017)
- God’s Favorite Customer (2018)
- Chloë and the Next 20th Century (2022)
- Mahashmashana (2024)

вместе с Fleet Foxes
- Helplessness Blues (2011)

вместе с Saxon Shore
- Be a Bright Blue (2002)
- Four Months of Darkness (2003)

## Награды и номинации

### A2IM Libera Awards
| Год  | Номинируемая работа   | Категория                      | Результат | Ссылка |
| ---- | --------------------- | ------------------------------ | --------- | ------ |
| 2015 | Джош Тиллман          | Hardworking Artist of the Year | Номинация | [ 45 ] |
| 2015 | I Love You, Honeybear | Album of the Year              | Номинация | [ 45 ] |
| 2016 | I Love You, Honeybear | Creative Packaging Award       | Победа    | [ 46 ] |
| 2018 | Pure Comedy           | Creative Packaging Award       | Номинация | [ 47 ] |
| 2018 | Pure Comedy           | Album of the Year              | Номинация | [ 47 ] |
| 2018 | Джош Тиллман          | Best Live Act                  | Номинация | [ 47 ] |

### Berlin Music Video Awards
| Год  | Номинируемая работа                                               | Категория        | Результат | Ссылка |
| ---- | ----------------------------------------------------------------- | ---------------- | --------- | ------ |
| 2017 | «Things It Would Have Been Helpful to Know Before the Revolution» | Best Music Video | Номинация |        |
| 2017 | «Things It Would Have Been Helpful to Know Before the Revolution» | Best Director    | Номинация |        |

### Grammy Awards
Джош получил одну победу из четырёх номинаций
| Год  | Номинируемая работа                                  | Категория                                       | Результат | Ссылка |
| ---- | ---------------------------------------------------- | ----------------------------------------------- | --------- | ------ |
| 2012 | Helplessness Blues                                   | Премия «Грэмми» за лучший фолк-альбом           | Номинация | [ 48 ] |
| 2016 | I Love You, Honeybear (Limited Edition Deluxe Vinyl) | Best Boxed or Special Limited Edition Package   | Номинация | [ 48 ] |
| 2018 | Pure Comedy                                          | Премия «Грэмми» за лучший альтернативный альбом | Номинация | [ 48 ] |
| 2018 | Pure Comedy (Deluxe Edition)                         | Best Recording Package                          | Победа    | [ 50 ] |

### mtvU Woodie Awards
| Год  | Номинируемая работа                        | Категория         | Результат | Ссылка |
| ---- | ------------------------------------------ | ----------------- | --------- | ------ |
| 2013 | «Hollywood Forever Cemetery Sings / Drive» | Best Video Woodie | Номинация | [ 51 ] |

### NME Awards
| Год  | Номинируемая работа | Категория                      | Результат | Ссылка |
| ---- | ------------------- | ------------------------------ | --------- | ------ |
| 2018 | Джош Тиллман        | Best International Solo Artist | Номинация | [ 52 ] |

### Rober Awards Music poll
| Год  | Номинируемая работа | Категория        | Результат | Ссылка |
| ---- | ------------------- | ---------------- | --------- | ------ |
| 2012 | Джош Тиллман        | Best Songwriter  | Номинация | [ 53 ] |
| 2015 | Джош Тиллман        | Best Male Artist | Номинация |        |
| 2015 | Джош Тиллман        | Best Songwriter  | Номинация |        |
| 2017 | Джош Тиллман        | Best Songwriter  | Победа    |        |

### Sweden GAFFA Awards
| Год  | Номинируемая работа     | Категория                | Результат | Ссылка |
| ---- | ----------------------- | ------------------------ | --------- | ------ |
| 2019 | Джош Тиллман            | Best Foreign Solo Act    | Номинация | [ 54 ] |
| 2019 | God's Favorite Customer | Best International Album | Номинация | [ 54 ] |

### UK Music Video Awards
Ежегодная премия UK Music Video Awards вручается с 2008 года за креативность музыкального видеоклипа. Тиллман получил одну награду из двух номинаций.
| Год  | Номинируемая работа                                               | Категория                             | Результат | Ссылка |
| ---- | ----------------------------------------------------------------- | ------------------------------------- | --------- | ------ |
| 2017 | «Things It Would Have Been Helpful to Know Before the Revolution» | Best Rock/Indie Video — International | Победа    | [ 56 ] |
| 2017 | «Things It Would Have Been Helpful to Know Before the Revolution» | Best Animation                        | Номинация | [ 57 ] |